# Liste der Auszeichnungen der Jonas Brothers
Diese Liste der Auszeichnungen und Nominierungen der Jonas Brothers gibt einen Überblick über die Auszeichnungen und Nominierungen der US-amerikanischen Band Jonas Brothers. Sie ist alphabetisch nach den verschiedenen Auszeichnungen geordnet. Auszeichnungen, die die Mitglieder der Band als Solokünstler oder Schauspieler gewannen, werden nicht aufgeführt. Größter Erfolg der Band war die Nominierung in der Kategorie Best New Artist bei den Grammy Awards 2009.

## American Music Awards
Die American Music Awards werden jährlich im November vergeben und gehören zu den bedeutendsten Musikpreisen der Vereinigten Staaten.
| Jahr | Für            | Kategorie                      | Resultat |
| ---- | -------------- | ------------------------------ | -------- |
| 2008 | Jonas Brothers | „T-Mobile Breakthrough Artist“ | Gewonnen |

## Billboard Touring Awards
Die Billboard Touring Awards werden seit 2004 jährlich vergeben und zeichnen zum Beispiel die besten Tourneen, Festivals, Veranstalter und Veranstaltungsorte aus.
| Jahr | Für                            | Kategorie                         | Resultat |
| ---- | ------------------------------ | --------------------------------- | -------- |
| 2008 | Jonas Brothers & Burger King   | „Concert Marketing and Promotion“ | Gewonnen |
| 2009 | Jonas Brothers World Tour 2009 | „Eventful Fans’ Choice Award“     | Gewonnen |

## Goldene Himbeere
Die Goldene Himbeere (en: Golden Raspberry Award) ist ein seit 1981 jährlich verliehener Award, der die schlechteste Leistung in der entsprechenden Kategorie „honoriert“. Sie wird traditionell am Vorabend der Oscar-Verleihung vergeben.
| Jahr | Für                                       | Kategorie             | Resultat  |
| ---- | ----------------------------------------- | --------------------- | --------- |
| 2009 | Jonas Brothers: The 3D Concert Experience | „Worst Actor“         | Gewonnen  |
| 2009 | Jonas Brothers: The 3D Concert Experience | „Worst Screen Couple“ | Nominiert |

## Grammy Awards
Die Grammy Awards werden jährlich seit 1959 in über 109 Kategorien (Stand: 2011) vergeben und gelten als die höchste internationale Auszeichnung für Musiker und Aufnahmeteams. Der Award ist mit dem Oscar in der Filmindustrie zu vergleichen.
| Jahr | Für            | Kategorie         | Resultat  |
| ---- | -------------- | ----------------- | --------- |
| 2009 | Jonas Brothers | „Best New Artist“ | Nominiert |

## Kids Choice Awards (Italien)
Die Kids Choice Awards of Italy sind die italienische Version der Nickelodeon Kids’ Choice Awards. Sie wurden von 2006 bis 2008 an jährlich vergeben.
| Jahr | Für            | Kategorie                                       | Resultat |
| ---- | -------------- | ----------------------------------------------- | -------- |
| 2008 | Jonas Brothers | „Miglior Band“ („Best Band“)                    | Gewonnen |
| 2008 | S.O.S.         | „Tormentone Dell’anno“ („Most Addictive Track“) | Gewonnen |

## Los Premios MTV Latinoamérica
Die Los Premios MTV Latinoamérica waren die lateinamerikanische Version der Video Music Awards und wurden von 2002 bis 2009 vergeben. Auffallend ist, dass nicht nur internationale Künstler ausgezeichnet werden, sondern die wichtigsten Kategorien („Best Artist“, „Best New Artist“) auch in Nord(amerika), Süd(amerika) und Zentral(amerika) aufgeteilt worden waren.
| Jahr | Für                                | Kategorie                                                               | Resultat  |
| ---- | ---------------------------------- | ----------------------------------------------------------------------- | --------- |
| 2008 | Jonas Brothers                     | „Mejor Artista Pop Internacional“ („Best Pop Artist - International“)   | Gewonnen  |
| 2008 | Jonas Brothers                     | „Mejor Artista Nuevo Internacional“ („Best New Artist - International“) | Nominiert |
| 2008 | Jonas Brothers (Fanclub in Mexiko) | „Mejor Fanclub“ („Best Fan Club“)                                       | Nominiert |
| 2008 | When You Look Me in the Eyes       | „Canción del Año“ („Song of the Year“)                                  | Nominiert |
| 2008 | When You Look Me in the Eyes       | „Mejor Ringtone“ („Best Ringtone“)                                      | Nominiert |
| 2009 | Jonas Brothers                     | „Mejor Fanclub“ („Best Fan Club“)                                       | Nominiert |
| 2009 | Jonas Brothers                     | „Mejor Artista Pop Internacional“ („Best Pop Artist - International“)   | Gewonnen  |

## MTV Europe Music Awards
Die MTV Europe Music Awards werden seit 1994 vergeben und sind das europäische Pendant zu den MTV Video Music Awards. Die meisten Preisträger können im Internet über MTV gewählt werden, außerdem gibt es neben den üblichen Kategorien für jedes europäisches Land eine Kategorie für den besten inländischen Künstler.
| Jahr | Für            | Kategorie    | Resultat  |
| ---- | -------------- | ------------ | --------- |
| 2008 | Jonas Brothers | „New Act“    | Nominiert |
| 2009 | Jonas Brothers | „Best Group“ | Nominiert |

## MTV Video Music Awards
Die MTV Video Music Awards werden seit 1984 vom amerikanischen Sender MTV vergeben und sind zusammen mit den MTV Europe Music Awards die wichtigste Preisverleihung des Senders. Die Show findet immer im August oder September statt und ist durch einige legendäre Auftritte bekannt. Es gibt ungefähr 20 Kategorien. Ausgezeichnet werden die besten Musikvideos.
| Jahr | Für        | Kategorie           | Resultat  |
| ---- | ---------- | ------------------- | --------- |
| 2008 | Burnin’ Up | „Best Pop Video“    | Nominiert |
| 2008 | Burnin’ Up | „Video of the Year“ | Nominiert |

## MuchMusic Video Awards
Die MuchMusic Video Awards sind eine jährlich vom kanadischen Fernsehsender MuchMusic präsentierte Awardshow, die die besten Musikvideos auszeichnet. Die Jonas Brothers waren 2009 auch die Moderatoren der Show.
| Jahr | Für        | Kategorie                                 | Resultat  |
| ---- | ---------- | ----------------------------------------- | --------- |
| 2009 | Lovebug    | „International Video of the Year - Group“ | Nominiert |
| 2009 | Burnin’ Up | „UR Fave: International Video - Group“    | Gewonnen  |
| 2010 | Paranoid   | „International Video of the Year - Group“ | Gewonnen  |

## Nickelodeon Kids’ Choice Awards (Amerika)
Die Nickelodeon Kids’ Choice Awards sind eine vom amerikanischen Sender Nickelodeon ausgestrahlte Preisverleihung, die verschiedene Ableger auf der ganzen Welt hat. Berühmt ist die Show für den grünen Schleim, mit dem manche Prominente während der Show wissentlich oder unwissentlich begossen werden.
| Jahr | Für            | Kategorie              | Resultat  |
| ---- | -------------- | ---------------------- | --------- |
| 2008 | Jonas Brothers | „Favorite Music Group“ | Gewonnen  |
| 2009 | Jonas Brothers | „Favorite Music Group“ | Gewonnen  |
| 2010 | Jonas Brothers | „Favorite Music Group“ | Nominiert |
| 2011 | Jonas Brothers | „Favorite Music Group“ | Nominiert |

## Nickelodeon Australian Kids’ Choice Awards (Australien)
Die Nickelodeon Australian Kids’ Choice Awards werden seit 2003 jährlich an die besten australischen Musiker und Schauspieler vergeben. Es gibt zudem auch verschiedene Kategorien für internationale Künstler, die Gewinner werden im Internet gewählt. Die Show ist ein Ableger der amerikanischen Originalshow Nickelodeon Kids’ Choice Awards
| Jahr | Für            | Kategorie                 | Resultat  |
| ---- | -------------- | ------------------------- | --------- |
| 2008 | Jonas Brothers | „Fave Band“               | Nominiert |
| 2009 | Jonas Brothers | „Fave International Band“ | Nominiert |
| 2009 | Paranoid       | „Fave Song“               | Nominiert |

## NME Awards
Die NME Awards sind eine Preisverleihung, die im Zeitraum von 1952 bis 1972 und 1994 bis heute nicht nur die besten, sondern auch die schlechtesten Musiker und musikalischen Werke auszeichnet. Die Awards gehen auf die gleichnamige britische Musikzeitschrift NME (offiziell: New Musical Express) zurück, weshalb auch überwiegend Bands und Musiker aus Großbritannien prämiert werden.
| Jahr | Für                           | Kategorie     | Resultat |
| ---- | ----------------------------- | ------------- | -------- |
| 2009 | A Little Bit Longer           | „Worst Album“ | Gewonnen |
| 2009 | Jonas Brothers                | „Worst Band“  | Gewonnen |
| 2010 | Lines, Vines Trying and Times | „Worst Album“ | Gewonnen |
| 2010 | Jonas Brothers                | „Worst Band“  | Gewonnen |
| 2011 | Jonas Brothers                | „Worst Band“  | Gewonnen |

## Premios Oye!
Die Premios Oye!-Awards werden seit 2002 jährlich an die erfolgreichsten Musiker der spanischsprechenden Regionen Amerikas vergeben. Es existiert zudem ein sogenanntes English Field, für dessen Kategorien auch anderssprachige Künstler nominiert werden können.
| Jahr | Für            | Kategorie                               | Resultat |
| ---- | -------------- | --------------------------------------- | -------- |
| 2008 | Jonas Brothers | „Main English Breakthrough of the Year“ | Gewonnen |

## Teen Choice Awards
Die Teen Choice Awards werden seit 1999 verliehen. Ausgezeichnet werden Künstler und Werke aus dem Bereich Film, Fernsehen, Musik und Mode, wobei letzteres nur eine Randkategorie ist. Außerdem gibt es noch einige einzelne Kategorien, die nicht in einen der Bereiche fallen. Die Gewinner und Nominierten werden gewählt
| Jahr | Für                                       | Kategorie                              | Resultat  |
| ---- | ----------------------------------------- | -------------------------------------- | --------- |
| 2008 | Jonas Brothers                            | „Choice Music: Breakout Group“         | Gewonnen  |
| 2008 | Jonas Brothers                            | „Choice: Most Fanatic Fans“            | Nominiert |
| 2008 | Jonas Brothers                            | „Choice: Male Hottie“                  | Gewonnen  |
| 2008 | Jonas Brothers                            | „Choice: Red Carpet Fashion Icon Male“ | Gewonnen  |
| 2008 | When You Look Me in the Eyes              | „Choice Music: Single“                 | Gewonnen  |
| 2008 | When You Look Me in the Eyes              | „Choice Music: Love Song“              | Gewonnen  |
| 2008 | Burnin’ Up                                | „Choice Summer: Song“                  | Gewonnen  |
| 2009 | Jonas Brothers                            | „Choice TV: Actor Comedy“              | Gewonnen  |
| 2009 | JONAS L.A.                                | „Choice TV: Breakout Show“             | Gewonnen  |
| 2009 | Lovebug                                   | „Choice Music: Love Song“              | Nominiert |
| 2009 | Lines, Vines and Trying Times             | „Choice Music: Album (Group)“          | Gewonnen  |
| 2009 | Jonas Brothers                            | „Choice Music: Tour“                   | Nominiert |
| 2009 | Jonas Brothers                            | „Choice: Male Hottie“                  | Nominiert |
| 2009 | Jonas Brothers                            | „Choice: Red Carpet Fashion Icon Male“ | Gewonnen  |
| 2009 | Before the Storm                          | „Choice Summer: Song“                  | Gewonnen  |
| 2009 | Jonas Brothers: The 3D Concert Experience | „Choice Music: Soundtrack“             | Nominiert |
| 2010 | Jonas Brothers                            | „Choice TV: Actor Comedy“              | Gewonnen  |
| 2010 | Jonas Brothers                            | „Choice: Red Carpet Fashion Icon Male“ | Nominiert |

## TMF Awards
Die TMF Awards werden seit 1996 jährlich von dem niederländischen Fernsehsender TMF (The Music Factory) veranstaltet und auch im Fernsehen übertragen. Der Preis zählt zu den wichtigsten Musikpreisen der Niederlande. Die Gewinner werden durch Zuschauerabstimmung ermittelt.
| Jahr | Für                           | Kategorie                       | Resultat  |
| ---- | ----------------------------- | ------------------------------- | --------- |
| 2008 | Jonas Brothers                | „Best Album International“      | Nominiert |
| 2008 | Jonas Brothers                | „Best Pop International“        | Nominiert |
| 2008 | Jonas Brothers                | „Best New Artist International“ | Nominiert |
| 2008 | S.O.S.                        | „Best Video International“      | Nominiert |
| 2009 | Paranoid                      | „Best Video International“      | Gewonnen  |
| 2009 | Lines, Vines and Trying Times | „Best Album International“      | Nominiert |
| 2009 | Jonas Brothers                | „Best Pop International“        | Nominiert |

## Vh1 „Do Something!“ Awards
Die Vh1 "Do Something!" Awards werden seit 1996 ausschließlich an Menschen unter 25 Jahren vergeben, die sich durch außergewöhnliches Engagement im Bereich der Wohltätigkeit ausgezeichnet haben.
| Jahr | Für            | Kategorie           | Resultat |
| ---- | -------------- | ------------------- | -------- |
| 2010 | Jonas Brothers | „Best Music Artist“ | Gewonnen |